# Centro de Estudios Aéreos y Navales (CEAN)
El Centro de Estudios Aéreos y Navales (CEAN) es una asociación sin ánimo de lucro que fue fundada en Barcelona (Cataluña) en octubre de 1981, para acoger y poner en contacto a todas aquellos aficionados a los temas aéreos y navales en general.

## Orígenes
La confluencia de personas procedentes del entorno de la sección Marina de Guerra de la Liga Naval Española en Barcelona, con un grupo formado por lectores y redactores alrededor de la revista Air Sonic, que fundase y dirigiese Pere Redón Trabal, que, en ese momento, a su vez ostentaba la presidencia del Centro de Estudios Interplanetarios (CEI), hizo patente la necesidad de la creación de una entidad que pudiese ayudar a canalizar los intereses de los amantes de los aviones o de los barcos en su más amplia acepción. 
En el origen se encuentran una serie de viajes realizados por los futuros fundadores a la base naval francesa de Toulon -los luego conocidos como “navales”- y a varios museos aéreos británicos y al International Air Tattoo-81 de los “aéreos”, que concluyeron en los contactos y reuniones de las que nació el CEAN. La sede social se estableció en la calle de Balmes 86 entresuelo, que lo era del citado CEI y tras la redacción y aprobación de los estatutos fundacionales, fue elegida, por los 16 socios fundadores, una primera junta rectora, presidida por Albert Campanera Rovira en representación de los “navales” y por el mismo Pere Redón Trabal como vicepresidente “aéreo”.
Por otra parte, se adoptó un escudo -que se incluiría en las metopas de la entidad- diseñado por el propio presidente que, como se puede observar en la imagen anexa, representaba a una corbeta de la Clase Descubierta sobrevolada por dos, entonces, rutilantes reactores CASA C-101 “Aviojet” de construcción española.

## Actividades del CEAN
La asociación inició su actividad de inmediato realizando numerosas visitas, tanto a buques que recalaban en Barcelona como la realización de numerosas conferencias y charlas que se desarrollaban, todos los miércoles (posteriormente los martes), en el local social. 
De la lectura de las actas correspondientes a estos primeros ejercicios se desprende una actividad frenética en todos los ámbitos cubiertos por la asociación. Así el primer año, y sirva como ejemplo de las actividades del CEAN, de acuerdo con la memoria anual, se realizaron visitas (con intercambio de metopas) al portaaviones “Clemenceau” de la marina francesa, atracado en el puerto barcelonés, la muy exhaustiva y recordada a la fragata FFG7 “O.H. Perry” de la US Navy. Siguieron a los LPH 2 “Saipan”, LS 1197 “Barnstable County”, LPD1 “Raleigh” y poco después al crucero lanzamisiles CG-26 “Belknap” y la fragata FFG-11 “Clark” seguido del LPH “Nassau” (clase Tarawa). Asimismo, una agrupación de la Marina Francesa adscrita al “Centre d'entrainement de la Flotte” destacando la visita al submarino S 622 "La Praya" de la clase "Agosta", siendo recibidos por el comandante en jefe a bordo de su buque insignia A 618 "Rance", navío auxiliar, intercambiando salutaciones y metopas. El mes de septiembre permitió visitar el buque nodriza de destructores AB 38 "Puget Sound", con la visita protocolaria al vicealmirante Rowden, comandante en jefe de la VI flota usa en el mediterráneo. 
De todas estas visitas se realizaron las correspondientes charlas y proyecciones en el local social y, además, se dictaron sendas conferencias "Los buques de guerra en sus visitas a Barcelona”, y en la temática histórica, sobre la única batalla naval diurna en la guerra del Pacífico durante la Segunda G.M., “la Batalla de las Islas Komandorski” a cargo del presidente de la entidad. 
En el aspecto aéreo se asistió, a fines de mayo, a las puertas abiertas con motivo de la Semana de las FF. AA. en la Base Aérea de Zaragoza. El día anterior los asociados desplazados, con permiso especial, asistieron a la llegada de los aviones que habían de participar en el despliegue de las puertas abiertas del día siguiente, lo que permitió contemplar el material expuesto y la propia base sin las aglomeraciones de los días siguientes. A mediados de mayo, un grupo de asociados asistió al Festival Aéreo de Sabadell, organizado por COSMO-82, Sector de la Feria Internacional de Muestras de Barcelona. Durante el mes de julio varios miembros del C.E.A.N. se desplazaron a las puertas abiertas de la Estación de Alerta y Control de Narbonne (Francia). 
A primeros de septiembre otro grupo de asociados se desplazó al Farnborough Air Show 1.982 en Gran Bretaña. A finales del mismo mes se visitó el Sector Americano de la Base Aérea de Zaragoza, sede del 406 Tactical Fighter Training Wing, siendo recibidos por el jefe de la Unidad, Coronel Hanan de la USAF, con quien se intercambiaron las consiguientes metopas y permaneciendo más de ocho horas en la base. “Los interceptores y cazabombarderos de la OTAN” fue el tema de otra conferencia de Manel Manen. También se realizaron dos proyecciones de diapositivas comentadas, relacionadas, una con las dos visitas anteriores a Farnborough-82, a cargo de Manel Manen y Pere Redón y la otra, el reportaje fotográfico comentado de varios socios en relación con la visita a la 406 TFTW. Durante el mes de noviembre se disertó y proyectó sobre los Museos de Aviación en España y Portugal por parte de Pere Redón.

## Los Boletines CEAN y las circulares informativas
Representan la mejor imagen de las actividades y trabajos realizados en el seno del CEAN durante esos años. Se publicaron 52 boletines, desde julio de 1983 hasta el primer trimestre de 1999. 
Los primeros seis números fueron reelaborados y diferenciados como de “segunda época” por el presidente y sin cambiar la numeración. Su periodicidad era al principio mensual, pasando a ser trimestral en el tercer trimestre de 1985. 
Su contenido refleja la evolución de la asociación y estaba formado, además de la relación de actos realizados o previstos para el periodo, por una serie variada de trabajos y comentarios sobre las visitas y conferencias desarrolladas en el local social y por otros de interés histórico o como ampliación de las actividades. 
En esos años, empezó a popularizarse la informática doméstica que, poco a poco, sustituyó a la inicial artesanal mecanografiada y al editarse mediante fotocopias, los planos y esquemas resultaban más efectivos que las fotografías. Hojeando la colección, es posible apreciar la ampliación de los ámbitos tratados, al incluirse, a partir de los temas históricos, la temática de fuerzas armadas mecanizadas, que pasaron a ser el dominio de los asociados “terrestres”. 
Cuando se empezó a paginar se alcanzaron las 508 páginas del penúltimo ejemplar publicado. Su formato era A6 (148 mm x 105 mm).